# ألمظ
ألمظ (1860 - 1896)، مغنية مصرية احترفت الغناء في عصر الخديوي إسماعيل.

## حياتها ونشأتها
جاء والداها شاب سورياً إلى مصر ليتخذ من حي باب الخلق سكنا له ودرس في الأزهر، ثم عمل بالأعمال الحرة ثم تزوج بإحدى المصريات وأنجب منها 4 فتيات؛ حيث كان يعيش في رغد هو وأسرته إلا أنه وافته المنية وترك زوجته وبناته.
لم يمر بعض أعوام إلا ولحقت به زوجته وكفل البنات أحد أقربائها حتى تزوجت البنات، فالأولى تزوجت من متعهد سراية الخديوي في ذلك الوقت والثانية تزوجت من عالم أزهري والثالثة تزوجت حفيد أحمد باشا أبو ودان حكمدار (مدير الأمن) في السودان وهو حسن أبو ودان التشريفاتي في أحد قصور الخديوي إسماعيل, أما الأخيرة وأصغرهن هي سكينة أو الشيخة سكينة أو ألمظ كما اشتهرت.
كانت ألمظ تتميز بقوام رشيق وجمال لم يوصف وكان صوتها عذب، بالإضافة إلى تربيتها الدينية حيث كانت ترتل القرآن بأنغام رائعة, وأثناء تلاوتها القرآن في إحدى المرات سمعها زوج شقيقتها (حسن أبو ودان)، وطلب من فنان القصر الاهتمام بها فنيا.

## بدايتها
صادفت أثناء تدريبها على يد فنان القصر سمعها الخديوي إسماعيل فأعجب بصوتها وعندما عرف قصتها أمر بالاهتمام بتثقيفها بجانب تدريبها على يد أكبر المغنيين والمنشدين وضمها إلى جواري القصر, رغم ذلك إلا أنها احتفظت بحجابها، بحسب ما نشرته مجلة الكواكب في 29 ديسمبر 1953.
وحافظت ألمظ على مبادئ تعليمها الدينية وعرف عنها الخلق الكريم وطيب القلب ورغم عشقها للغناء كانت تحافظ على صلاتها وصيامها فالغناء لا يتعارض مع التقرب إلى الله والسعي وراء طاعة الله فهو هدفها الأول والأخير فكان جيرانها يتسابقون للنهوض في منتصف الليل للتهجد لأن ألمظ كانت تتهجد الثلث الأخير، ثم تقرأ ما تيسر من القرآن بصوتها الملائكي الصافي.

### تسميتها ألمظ
يرجع تسميتها بذلك الإسم ،هو أنها ظلت متمسكة بحشمتها ولا تغني إلا من وراء حجاب، وكان الخديوي يستمتع إليها من وراء حجاب فأفاض عليها بالكثير من المجوهرات وكان «باش أغا» يدللها بقوله «يا ست ألمظ» فسمعه الخديوي وأعجب بهذا الاسم وأطلق عليها «ألمظ».

## مسيرتها
قيل أن صوت الشيخ يوسف المنيلاوي على ما كان عليه من حسن وجمال لم يكن إلا شيئاً ضئيلاً إذا قيس بصوت ألمظ، وقد حاربت عبده الحامولي في ميدان الفن زمنا ونافسته في صناعة الغناء لكنه تفوق عليها في غريب تصرفه في ضروب الغناء وقوة تأثيره في نفوس سامعيه.
وكانت أقدم المغنيات التي ظهرت في مصر في عهد الخديوي عباس الأول وقد ضمت إلى فرقتها الغنائية، ثم وقعت بينهما منافسة أدت للانفصال عنها وتأليف فرقة خاصة بها، وكانت تغني أدوار عبده الحمولي ولما اقترن بها منعها عن الغناء. وكان الخديوي إسماعيل باشا معجباً بفنها وصوتها النادر ويقال أنها لما توفيت مرَّ جثمانها من ميدان عابدين فأطلّ من القصر وتذكر عهده معها وهو يترحم عليها
- احترفت الغناء فضمتها المطربة ساكنة بك لتختها.
- تزوجت من عبده الحامولي.

## أشهر أغناها
لازم أهشة دا العصفور وانكش له عشة دا العصفور
وابن الأكابر والعصفور ع العشق صابر دا العصفور
طار وعلا وعلا وطار ونزل على بيت العطار
وكبش ملبس واداني ولوز مقشر وعطاني
لازم أهشة ده العصفور
يا سيدي أنا أحبك على وربنا عالم وشاهد
لا صبر على أحكام الله لما يبان لي معاك شاهد
لازم أهشة دا العصفور